# Françoise Cartron
 (mars 2022).
Françoise Cartron est une femme politique française, née le 27 mars 1949. Elle a exercé les mandats de maire d'Artigues-près-Bordeaux, vice-présidente du Conseil régional d'Aquitaine, vice-présidente de la Communauté urbaine de Bordeaux puis sénatrice, vice-présidente du Sénat de 2014 à 2017.

## Situation personnelle
Françoise Cartron est née à Saint-Vincent-de-Tyrosse dans les Landes, d'un père artisan menuisier et d'une mère au foyer.
Après avoir suivi la formation de l’École normale, elle obtient son premier poste d’institutrice en 1968 à Bordeaux et choisit d'enseigner en zone d'éducation prioritaire à partir de 1973. Elle enseigne ensuite à Lormont, en banlieue bordelaise, dans une école dont elle devient la directrice.

## Parcours politique

### Mandats locaux
Françoise Cartron est élue maire d’Artigues-près-Bordeaux en juin 1995, elle est alors la seule femme maire de la Communauté urbaine de Bordeaux. Elle est réélue en mars 2008. En 2012, elle choisit de se consacrer à son mandat de sénatrice et démissionne de son mandat de maire anticipant la législation visant le non-cumul des mandats.
En 1998, en deuxième position sur la liste conduite par le socialiste Alain Rousset, Françoise Cartron est élue au Conseil régional d'Aquitaine, dont elle devient vice-présidente chargée de la jeunesse, de l’éducation et des lycées. Elle est réélue en 2004, devenant jusqu'en 2008 vice-présidente du conseil régional d’Aquitaine chargée de la culture, du patrimoine, du développement social et urbain et des solidarités.
De 2001 à 2014, elle est également vice-présidente de la Communauté urbaine de Bordeaux.

### Sénatrice
Membre du Parti socialiste, elle est élue sénatrice de la Gironde le 21 septembre 2008. Elle est réélue le 28 septembre 2014. 
Françoise Cartron occupe au Sénat les fonctions de vice-présidente de la commission de la culture, de l'éducation et de la communication et est membre de la Délégation aux droits des femmes. En 2012, le rapport qu'elle rend sur la régulation de la carte scolaire et la mixité sociale connaît un écho important.
Son travail parlementaire est notamment marqué par sa désignation comme rapporteuse du projet de loi d'orientation et de programmation pour la refondation de l'École de la République en 2013. Une de ses propositions de loi conduit à l'abrogation de la loi dite Ciotti.
En juillet 2018, dénonçant la « discipline de vote » du groupe socialiste, elle le quitte pour le groupe La République en marche du Sénat.
Un livre d'entretiens avec Hervé Mathurin, Françoise Cartron, une femme au Sénat, qui retrace son parcours personnel et politique, est publié le 15 mai 2018.
Candidate à un troisième mandat à l'occasion des élections sénatoriales du 27 septembre 2020, elle est battue par la conseillère municipale écologiste de Talence Monique de Marco et perd son siège.

## Décorations
- Chevalière de la Légion d'honneur (2021).
- Chevalière de l'ordre national du Mérite (le 15 novembre 1997).

### Sources
- Le monde.fr - Carte scolaire et mixité sociale à l'école, un peu d'audace et de courage !
- Françoise Cartron -  Rapporteure du projet de loi sur l'école - Journal Sud Ouest
- Rapport Réguler la carte scolaire - Sénat
- Décret - JORF n°265 du 15 novembre 1997 page 16539
- Résultats élections municipales 2008 - Ministère de l'intérieur
- Résultats élection régionales 2004 - Ministère de l'intérieur